# Hypoponera bondroiti
Hypoponera bondroiti es una especie de hormiga del género Hypoponera, subfamilia Ponerinae.